# Vaterpolo na Mediteranskim igrama 1951.
Vaterpolski turnir na MI 1951. održavao se u  Aleksandriji u Egiptu.

## Konačni poredak
| Mj. | Država     |
| --- | ---------- |
| 1.  | Španjolska |
| 2.  | Egipat     |
| 3.  | Grčka      |

| Pobjednici             |
| ---------------------- |
| Španjolska Prvi naslov |